# Thornton (Fife)
Thornton ist eine Ortschaft in der schottischen Council Area Fife. Sie liegt zwischen den wenige Kilometer entfernten Städten Kirkcaldy im Süden und Glenrothes im Norden zwischen dem Ore und dem Lochty Burn.

## Geschichte
Thornton entwickelte sich als Wegestation entlang einer Kutschstrecke. Wie auch in den umliegenden Ortschaften wurde in Thornton Kohle abgebaut. Im Laufe des 19. Jahrhunderts gewann Thornton mit der Errichtung eines Güterbahnhofs als Knotenpunkt der Kohlebahnen an Bedeutung. 1881 zählte die Ortschaft 552 Einwohner. Einen Impuls im niedergehenden Kohlerevier Fifes sollte im Jahre 1957 die Eröffnung der als ergiebig eingeschätzten Rothes Pit durch Königin Elisabeth sein. Auf Grund unerwarteter geologischer Probleme und Wassereintritts wurde die Mine bereits fünf Jahre nach Eröffnung geschlossen, was als politisches Fiasko gilt. Am Ostrand Thorntons befindet sich ein Golfplatz.
Nachdem im Jahre 1951 in Thornton 2455 Einwohner gezählt wurden, ist die Einwohnerzahl im Trend rückläufig. Bei Zensuserhebung 2011 lebten 2016 Personen in Thornton.

## Verkehr
Die A92 (Dunfermline–Stonehaven) passiert Thornton an der Ostflanke. Der Bahnhof der North British Railway wurde im Jahre 1969 aufgelassen. 1992 eröffnete jedoch der neue kombinierte Bahnhof Thornton with Glenrothes.